# Cophura cora
Cophura cora là một loài ruồi trong họ Asilidae. Cophura cora được Pritchard miêu tả năm 1943. Loài này phân bố ở vùng Tân nhiệt đới.